# Naoya Matsuoka
Naoya Matsuoka (jap. 松岡直也, ur. 9 maja 1937 w Honmoku, Jokohama, zm. 29 kwietnia 2014) – japoński muzyk jazzowy i jazz-rockowy.

## Dyskografia
| Rok  | Tytuł                              |
| ---- | ---------------------------------- |
| 1978 | Steffanie De Praia                 |
| 1979 | Majorca                            |
| 1979 | Fiesta Fiesta                      |
| 1979 | The Wind Whispers                  |
| 1980 | Live At Montreux Festival          |
| 1980 | Son                                |
| 1981 | The Show                           |
| 1981 | Danzon                             |
| 1982 | The September Wind                 |
| 1982 | Fall On The Avenue                 |
| 1983 | Welcome                            |
| 1983 | A Farewell To The Seashore         |
| 1984 | Long For The East                  |
| 1984 | 夏の旅                             |
| 1985 | Splash & Flash                     |
| 1986 | Watermelon Dandies                 |
| 1986 | ハートカクテル Vol.1               |
| 1987 | 日曜島へ                           |
| 1987 | ハートカクテル Vol.2               |
| 1988 | Majestic                           |
| 1989 | Song And Days                      |
| 1989 | Now's The Time                     |
| 1990 | June, July, August -Summer Pieces- |
| 1990 | Play 4 You                         |
| 1990 | Time Passing                       |
| 1991 | MAPAΘΩN = Marathon                 |
| 1992 | Dance Upon A Time                  |
| 1993 | Mineral                            |
| 1994 | ヴィーナスを探せ                   |
| 1996 | Coelacanth Dream                   |
| 1997 | Emerald                            |
| 1999 | The Earth Beams                    |
| 2001 | Un Jour…                           |
| 2002 | An Affair To Remember              |
| 2005 | Sincerely                          |
| 2008 | Heart Cocktail Again               |
| 2018 | 60th Anniversary Complete Edition  |